# Larinho
Larinho é uma povoação portuguesa sede da Freguesia de Larinho do Município de Torre de Moncorvo, freguesia com 29,57 km² de área e 327 habitantes (censo de 2021), tendo, por isso, uma densidade populacional de 11,1 hab./km².
Localiza-se a uma curta distância de Torre de Moncorvo cerca de 5 Km, servida pela estrada nacional nº 221.
As principais atividades económicas são a agricultura das quais se destaca o amendoal, vitivinicultura, olivicultura e a pastorícia. Outras atividades económicas são como o comércio local, construção civil, serralharia de ferro e alumínio, carpintaria, oficinas de automóveis, mobiliário, mármores e granitos, retalho de produtos agrícolas, construção civil e produtos alimentares, decoração luminária e lacticínios.
É de salientar que é a única freguesia do Município de Torre de Moncorvo com uma casta autóctone, a Códega do Larinho. (https://www.cascawines.pt/pt/castas/castas-brancas/codega-do-larinho)
É conhecida pelas festas e romaria de Santa Luzia (último domingo de Agosto), Nossa Senhora da Purificação (8 de Janeiro), e Santo António (13 de Junho). Ainda se mantém a tradição de acender a fogueira do galo na noite de 24 de Dezembro bem como o cantar das janeiras e a recolha dos vasos na noite de S. João. 
A Freguesia de Larinho é enobrecida pelo Largo da Lameira com construções de arquitetura popular bem como com a calçada portuguesa e o Chafariz. A nível de associativismo é sediada a Associação de Bem Fazer de Larinho. Ao serviço da população mais idosa tem o Centro Social Paroquial de Larinho.
Foi servida pela extinta Linha Ferroviária do Sabor, do qual foi convertida na Ecopista do Sabor. Esta freguesia é banhada pelo Rio Sabor. No seu território circundante localiza-se a Barragem do Sabor, os Lagos do Sabor e o convento do Carmelo da Sagrada Família.

## Demografia
A população registada nos censos foi:
| Distribuição da População por Grupos Etários | Distribuição da População por Grupos Etários | Distribuição da População por Grupos Etários | Distribuição da População por Grupos Etários | Distribuição da População por Grupos Etários |
| -------------------------------------------- | -------------------------------------------- | -------------------------------------------- | -------------------------------------------- | -------------------------------------------- |
| Ano                                          | 0-14 Anos                                    | 15-24 Anos                                   | 25-64 Anos                                   | > 65 Anos                                    |
| 2001                                         | 54                                           | 41                                           | 213                                          | 131                                          |
| 2011                                         | 29                                           | 27                                           | 164                                          | 145                                          |
| 2021                                         | 21                                           | 22                                           | 127                                          | 157                                          |

## Património
- Carmelo da Sagrada Família
- Igreja Matriz de Larinho
- "Capela de Santa Luzia"
- "Capela de Santa Bárbara"
- "Capela de Santo António"
- "Capela de Nossa Senhora de Fátima"
- "Capela do Senhor dos Aflitos"
- "Fonte da Ferrada"
- "Chafariz do Largo da Lameira"
- "Chafariz de Lamelas"
- "Antiga Estação do Comboio"
- "Património Paisagístico"
- "Património Natural"